# (2110) Moore-Sitterly
(2110) Moore-Sitterly est un astéroïde de la ceinture principale, découvert à l'observatoire Goethe Link près de Brooklyn, dans l'Indiana. Sa nomination provisoire est 1962 RD.
Il est nommé d'après l'astronome américaine Charlotte Moore Sitterly ; ce nom double ne présage pas d'un corps double.